# Cheslin Kolbe
Cheslin Kolbe (Città del Capo, 28 ottobre 1993) è un rugbista a 15 sudafricano, che gioca nei ruoli di estremo e tre quarti ala. Dal 2023 milita nei Sungoliath in Top League. Nel 2019 e nel 2023 ha vinto la Coppa del Mondo con il Sudafrica.
È cugino del quattrocentista Wayde van Niekerk.

## Biografia
Kolbe giocò nel settore giovanile di Western Province, squadra con cui esordì a livello professionistico durante la Vodacom Cup del 2013; nello stesso anno debuttò anche in Currie Cup. Nel 2014 il tecnico Allister Coetzee lo incluse nella rosa degli Stormers per il Super Rugby 2014, torneo nel quale ottenne la sua prima presenza nell'incontro con gli Highlanders. Successivamente vinse il suo primo trofeo in carriera aggiudicandosi la Currie Cup 2014 con Western Province. Nei tre anni seguenti raggiunse ancora una volta, nel 2015, la finale di Currie Cup perdendola e uscì sconfitto per tre volte consecutive ai quarti di finale del Super Rugby.
Al termine dell'edizione 2017 del torneo australe, pose fine alla sua esperienza con Stormers e Western Province firmando un contratto con il Tolosa. Dopo una sconfitta nei quarti di finale nel suo primo anno di Top 14, in quello successivo si aggiudicò il titolo di campione di Francia 2018-2019, venendo inoltre nominato miglior giocatore della competizione.
Kolbe maturò le sue prime esperienze internazionali nel rugby a 7, partecipando alle World Series con la nazionale sudafricana nel 2011-2012 e nel 2012-2013. Giocò poi, nel rugby a 15, il Mondiale giovanile del 2013 con il Sudafrica under-20, selezione della quale fu nominato miglior giocatore. Successivamente tornò a rappresentare il Sudafrica nella categoria a 7 giocando la Coppa del Mondo 2013, sommando sessanta presenze nelle World Series e ottenendo la medaglia di bronzo ai Giochi di Rio de Janeiro 2016. Il torneo olimpico fu la sua ultima competizione giocata con i Blitzbokke, infatti già nell'autunno del 2016 fu chiamato nel Sudafrica per il tour di fine anno, nel quale, però, non scese mai in campo. Il suo esordio avvenne due anni dopo quando il tecnico degli Springboks Rassie Erasmus lo schierò contro l'Australia durante il The Rugby Championship 2018, torneo nel quale ottenne quattro presenze condite da due mete. Giocò poi tre delle quattro partite disputate dal Sudafrica tour di novembre.
Dopo aver partecipato alla vittoria del The Rugby Championship 2019, fu convocato nella squadra sudafricana selezionata per prendere parte alla Coppa del Mondo di rugby 2019. Nel corso del mondiale, scese in campo in quattro incontri segnando tre mete, tra le quali una nella finale contro l'Inghilterra che permise agli Springboks di laurearsi campioni del mondo. A fine anno, fu inoltre incluso tra i nominati per il prestigioso premio di Miglior giocatore World Rugby dell'anno, che fu però assegnato al suo compagno di squadra Pieter-Steph du Toit..
Ottenuto il secondo titolo francese consecutivo, nel 2021 passò al Tolone.

## Palmarès

### Rugby a 15
- Coppe del mondo: 2
Sudafrica: 2019, 2023
- Rugby Championship: 1
Sudafrica: 2019
- Campionati francesi: 2
Tolosa: 2018-19, 2020-2021
- Champions Cup: 1
Tolosa: 2020-21
- Challenge Cup: 1
Tolone: 2022-23
- Currie Cup: 1
Western Province: 2014

### Rugby a 7
- Bronzo olimpico: 1
Sudafrica: Rio de Janeiro 2016